# Ford Escort
 For alternative betydninger, se Ford Escort (flertydig). (Se også artikler, som begynder med Ford Escort)
Ford Escort var en personbil udviklet og bygget af Ford of Europe. Bilen blev fremstillet i seks forskellige generationer mellem 1968 og 2000.
Escort blev udviklet til det europæiske marked og afløste i Storbritannien den britiske Ford Anglia. Afløseren Ford Focus blev introduceret i 1998, men Escort fortsatte i visse versioner frem til 2000. Ford Escort blev den bedst sælgende europæiske Ford nogensinde med mere knap 20 millioner biler fremstillet, og den næstmest solgte Ford-model nogensinde.
Ford Motor Company fremstillede mellem 1981 og 2003 en bil i mellemklassen til det nordamerikanske marked, der også blev markedsført under navnet Ford Escort. Den nordamerikanske Ford Escort model var dog en anden bil og havde ikke ligheder med den europæiske model bortset fra navnet. Ford introducerede i 2015 en model kaldet Escort på det kinesiske marked, der dog var baseret på Ford Focus.

## Mk I (1968−1974)
Den første generation af Escort rullede ud af fabrikken i Storbritannien i 1967 og fik øgenavnet "dog bone" ("kødbenet") på grund af kølergrillens karakteristiske form. Mk I, hvilket var det officielle navn, blev bygget frem til modelåret 1974.

### Twin Cam
Twin Cam-modellen var den første racerudgave af Escort. Den blev introduceret allerede i modellens første år, 1968. Den havde samme Lotus-motor som Lotus Cortina og overtog dennes rolle som Fords racerbil.
Bilen blev først og fremmest benyttet indenfor rally, hvor den dominerede sæsonerne fra 1968 til 1970. Den blev også brugt indenfor standardsbilsløb, inden den blev afløst af Capri RS.
Der blev bygget 1.263 eksemplarer af modellen.

### Mexico
I 1970 blev der kørt et rally mellem London og Mexico City, samtidig med VM i fodbold. Ford valgte i dette langdistancerally at deltage med biler med tunede standardmotorer på 1834 cm³ med en ydelse på 140 bhp. Rallyet blev en stor fremgang for Ford, med Hannu Mikkola og kortlæseren Gunnar Palm på førstepladsen. Yderligere 4 Escorter kom ind på 3., 5., 6. og 8. pladsen.
I november 1970 introducerede Ford en ny model, kaldet Mexico, efter rallyet. Bilen var identisk med racerversionen RS1600 bortset fra motoren som kom fra Cortina GT, Dette gjorde bilen anvendelig til hverdagsbrug og Ford solgte 9.382 eksemplarer af bilen. Ford Escort og Ford Cortina med Lotus motorer er reelt de biler som skal have æren for GTI segmentet. Det var 10 -15 år før VW lancerede deres Golf GTI sports sedan.

### RS1600
Ford oprettede sin Rallye Sport (RS)-afdeling i slutningen af 1960'erne. Specielle RS-forhandlere solgte dele som, afhængigt af budget og ambitionsniveau, var beregnet til lokale klubløb eller internationale storløb.
I 1970 introduceredes en komplet bil, RS1600, som afløste Twin Cam-modellen. Bilen havde en ny motor, udviklet af Cosworth, med dobbelte overliggende knastaksler og 4 ventiler pr. cylinder. Gadeversionen havde en 1,6-litersmotor, men kunderne kunne også vælge større motorer på 1,8 eller 2,0 liter i forskellige effekttrin. Udover af Fords eget fabriksteam blev bilen brugt af privatkørere i rallyløb på alle niveauer, og den blev bygget i 947 eksemplarer.

### RS2000
I juni 1973 blev RS2000-modellen introduceret. Bilen havde en 2,0-liters Pinto-motor med enkelt overliggende knastaksel fra de større Cortina og Granada-modeller. Den større motor gav næsten lige så gode præstationer som Cosworth-motoren i RS1600, men med hverdagsnormale service- og vedligeholdelsesbehov som Mexico.

### Motorer
| Model    | Modelår | Motor                     | Slagvolume | Effekt | Brændstofsystem    |
| -------- | ------- | ------------------------- | ---------- | ------ | ------------------ |
| Twin Cam | 1968-70 | 4-cyl. rækkemotor DOHC 8V | 1.558 cm³  | 105 hk | Dobbelt karburator |
| Mexico   | 1970-74 | 4-cyl rækkemotor OHV 8V   | 1.598 cm³  | 86 hk  | Enkelt karburator  |
| RS1600   | 1970-74 | 4-cyl rækkemotor DOHC 16v | 1.599 cm³  | 120 hk | Dobbelt karburator |
| RS2000   | 1973-74 | 4-cyl rækkemotor SOHC 8v  | 1.993 cm³  | 100 hk | Enkelt karburator  |

## Mk II (1975−1980)
Den anden generation kunne kendes på sine lidt strammere linjer og kantede kølergrill. Modellen fandtes med flere forskellige motoralternativer. I 1975 fandtes kun en 1300, men i 1976 kom en 1600, som i Sverige havde katalysator.

### Mexico
Mexico Mk II havde en ny motor med enkelt overliggende knastaksel. Bilen solgte dog ikke lige så godt som forgængeren. Kunder som ville have en sportslig hverdagsbil valgte hellere den større RS2000, og Mexico udgik allerede i 1978 efter en produktion på ca. 2.500 biler.

### RS1800
RS1800 overtog rollen som Fords officielle rallybil. Mellem 1975 og 1977 blev der bygget ca. 110 eksemplarer af modellen. Ca. 20 af dem blev solgt til gadebrug, mens resten blev brugt som racerbiler.
Björn Waldegård blev rallysportens første verdensmester med en RS1800 i 1979. Også Hannu Mikkola, som kom på andenpladsen, kørte Escort. I 1981 blev Ari Vatanen verdensmester for Ford.

### RS2000
Også RS2000 kom i Mk II-form. Motoren var lidt stærkere end i Mk I og RS-forhandlere solgte flere trimningsdele til interesserede kunder. Bilen udmærkede sig med sin unikke front med dobbelte forlygter. Der kom også en ekstra udgave af RS2000 Mk2 med samme front som 1600 og 1300.

### Motorer
| Model  | Modelår | Motor                     | Slagvolume | Effekt | Brændstofsystem    |
| ------ | ------- | ------------------------- | ---------- | ------ | ------------------ |
| Mexico | 1975-78 | 4-cyl rækkemotor SOHC 8V  | 1.593 cm³  | 95 hk  | Enkelt karburator  |
| RS1800 | 1975-77 | 4-cyl rækkemotor DOHC 16V | 1.835 cm³  | 115 hk | Dobbelt karburator |
| RS2000 | 1976-80 | 4-cyl rækkemotor SOHC 8V  | 1.993 cm³  | 110 hk | Enkelt karburator  |

## Mk III (1980−1986)
Den tredje generation (Mk III) fik store forandringer og var egentlig en helt ny bil. Det var den første forhjulstrukne Escort-model. Den havde som oftest hatchbackkarrosseri og kantede linjer. Dog fandtes den også som sedan og på visse markeder også som stationcar. Sedanmodellen blev fra starten af ikke kaldt Escort, men blev solgt under navnet Orion.

### L, GL, GLS og GHIA
Til hverdagsbilisten fandtes Escort Mk III oprindeligt i 2 modelversioner, L og GL. Efter nogle år udvides modelprogrammet med GHIA og senere også GLS. Alle disse 4 modeller havde samme 1.597 cm³-motor med karburator og 8 ventiler. Boringen var 80 mm og slaglængden 79,5 mm. Motoren ydede 79 hk ved 5.800 omdr./min., og det maksimale drejningsmoment var 125 Nm ved 3.000 omdr./min. Alle 4 modeller fandtes med 3 eller 5 døre, forskellen mellem de forskellige modeller var mest kosmetisk. L og GL var enklest udstyret, GLS havde letmetalfælge som standard, mens GHIA havde ekstra kromlister rundt om for- og baglygter, en smal ædeltræsliste i dørens indvendige side og et digitalur i taget bagved bakspejlet.

### LX og LX-0
I 1983 udgik L-modellen og i stedet introduceredes en billig indstigningsmodel, bygget i Brasilien. Modellen kaldtes LX og fandtes med enten 1,3-litersmotor med 50 hk eller 1,6-litersmotor med 66 hk. Motoren var udstyret med karburator med manuel choker til forskel fra de tyskbyggede modeller som havde automatisk choker. LX-motorerne var oprindeligt bygget af Renault. LX-modellen havde en anden, lav udveksling så den lavere effekt ikke kan mærkes specielt ved start fra rødt lys, men ved omkørsler på landeveje kunne den lavere effekt mærkes. Eksteriøret havde mindre forskelle i forhold til de tyskbyggede modeller, blandt andet var en del metalemblemer erstattet med klistermærker. På LX med 3 døre kunne man normalt åbne de bageste sideruder i bagkanten. Der fandtes også en LX-0, hvor forskellen i forhold til LX først og fremmest var at LX-0 havde havde en anden front med dobbelte forlygter. LX og LX-0 blev kun solgt fra 1983 til 1986.

### XR3i
Til den mere sportsligt orienterede fører tilbød Ford en Escort-model med stærkere motor, kaldet XR3i. Motoren var i grunden den samme 1,6-litersmotor som i de andre tyskbyggede modeller, men den havde benzinindsprøjtning i stedet for karburator, hvilket øgede effekten til 105 hk.

### Cabriolet
Fra 1984 solgtes også en cabrioletmodel, det første år kun med 79 hk-motoren, men fra 1985 også med 105 hk-motoren.

### RS1600i
RS1600i var den første forhjulstrukne RS-model
Den blev produceret fra 1981 til 1983
1,6 liters med 8 ventilere og motorsports topstykke med mekaniske ventilløfter RS1600i-motoren havde stort indstillingspotentiale
Max effekt 115 hk ved 6000 o./min, maks. Drejningsmoment 145Nm ved 5250 o / min
Elektronisk tænding med to tændspoler
Ford planlagde kun at bygge 5000 til homologationskrav, men den solgte så godt, at der blev fremstillet 8659 biler

### RS Turbo
Da man synes RS1600i-versionen havde for lav effekt i forhold til XR3'eren blev den afløst af RS Turbo. Motoren fik ekstra effekt ved hjælp af en turbolader.

### Sikkerhed
Det svenske forsikringsselskab Folksam vurderer flere forskellige bilmodeller ud fra oplysninger fra virkelige ulykker, hvorved risikoen for død eller invaliditet i tilfælde af en ulykke måles. I rapporterne Hur säker är bilen? er/var Escort i årgangene 1981 til 1990 klassificeret som følger:
- 1999: Som middelbilen[3]
- 2001: Som middelbilen[4]
- 2005: Ned til 15 % dårligere end middelbilen[5]
- 2007: Dårligere end middelbilen[6]
- 2009: Dårligere end middelbilen[7]
- 2011: Dårligere end middelbilen[8]
- 2017: Mindst 40 % dårligere end middelbilen[9]

### Motorer
| Model    | Modelår | Motor                     | Slagvolume | Effekt | Brændstofsystem            |
| -------- | ------- | ------------------------- | ---------- | ------ | -------------------------- |
| RS1600i  | 1982-83 | 4-cyl. rækkemotor SOHC 8V | 1.597 cm³  | 115 hk | Benzinindsprøjtning        |
| RS Turbo | 1984-86 | 4-cyl. rækkemotor SOHC 8V | 1.597 cm³  | 132 hk | Benzinindsprøjtning, turbo |

## Escort '86 (1986−1990)

### Modelhistorie
I starten af 1986 gennemgik Escort et kraftigt facelift og blev herefter betragtet som fjerde generation. Mange karrosseridele blev modificeret, den passive sikkerhed øget og rustbeskyttelsen, undervognen samt motorerne forbedret. Nogle motorversioner kunne nu også leveres med reguleret katalysator. Kabinen blev også modificeret og tilpasset Sierra og Scorpio. Motorprogrammet i Escort '86 gik fra 1,1-liters OHV-motoren med 50 hk og op til 1,6-liters CVH-turbomotoren med 132 hk.
I september 1988 blev 1,3-liters Kent-motoren med 60 hk afløst af den 1,3-liters HCS-motor med samme effekt og næsten samme konstruktion, bortset fra rækkefølgen af indsugnings- og udstødningsventilerne i topstykket samt andre mindre tekniske detaljer. HCS-motoren blev med elektronisk indsprøjtning senere også benyttet i andre Ford-modeller såsom Fiesta og Ka. Samtidig blev frontskørterne let modificeret, så pyntelisten på den forreste kofanger nu var gennemgående oven over nummerpladen.
I Sydafrika fandtes der en pickup, "Bantam", på basis af Escort. Bilen blev produceret af det lokale firma MMI, først som "MMI Rustler" og senere som "Mazda Rustler". Efterfølgeren for denne model var baseret på Mazda 323, efter at SAMCOR nogle år forinden havde indstillet produktionen af Escort til fordel for 323.
- Bagfra
- Ford Escort Turnier
- Ford Escort Cabriolet
- Ford Escort XR3i

### Sportsversioner
- Escort XR3i var den sportslige version af Escort, som i starten fandtes med to forskellige motorer. 1,6-liters CVH-motoren ydede med Bosch K-Jetronic og uden katalysator 77 kW (105 hk) eller med KE-Jetronic, reduceret kompressionsforhold til normalbenzin og reguleret katalysator 66 kW (90 hk). XR3i fandtes som tredørs hatchback og som cabriolet. I 1990, kort før efterfølgerens introduktion, blev motoren uden katalysator afløst af den nye EFI-motor med elektronisk indsprøjtning, reguleret katalysator og 75 kW (102 hk). Samtidig fik modellen en modificeret kofanger fortil med ekstra luftindtag.
- Escort RS Turbo var med 97 kW (132 hk) fortsat Escort-seriens topmodel og blev nu bygget i ubegrænset styktal. Bortset fra det nye design adskilte S2 (Escort RS Turbo Serie 2) sig kun fra sin forgænger i små detaljer, mens teknikken var stort set uændret i forhold til forgængeren. Turboladeren fra Garrett var nu olie- og vandkølet, gearkassen længere udvekslet, bremsesystemet betydeligt kraftigere og hentet fra Sierra XR4 og modellen havde nye, turbineformede alufælge. Ligesom forgængeren havde modellen Recaro-sportssæder og spærredifferentiale som standardudstyr. RS Turbo fandtes kun som tredørs hatchback. Samtidig med introduktionen af XR3i's nye EFI-motor med reguleret katalysator fik også RS Turbo dennes forkofanger med ekstra luftindtag.

### Specialmodeller
- Cabrio Highlight (midnatsblå med kaleche i samme farve og gråt læderindtræk, som standard udstyret med et for cabrioleter usædvanligt tagbagagebærersystem (til surfbræt, ski etc.))
- XR3i Cabrio BB (Boris Becker; hvid med hvid kaleche, Recaro-sæder og specielle alufælge)
- XR3i Cabrio All White (ligesom modellen "Highlight" en luksusmodel med fuldt udstyr inklusiv spoiler og hvide RS Turbo-fælge)
- XR3i Cabrio "Pastell" (rosa, lyseblå eller lysegrøn med lysegrå kaleche og Recaro-sæder)
- XR3i Cabrio "Zweifarbig" (tofarvet) (blå/sølv med blå kaleche, sølv/grå med blå kaleche eller mørkerød/sølv med mørkerød kaleche, samt det sidste produktionsår også guld/mørkegrå med lysegrå kaleche) med specielle alufælge

### Motorer
| Model    | Modelår | Motor                     | Slagvolume | Effekt     | Brændstofsystem            |
| -------- | ------- | ------------------------- | ---------- | ---------- | -------------------------- |
| 1.1      | 1986-87 | 4-cyl. rækkemotor OHV 8V  | 1.117 cm³  | 50-54 hk   | Karburator                 |
| 1.3      | 1986-90 | 4-cyl. rækkemotor OHV 8V  | 1.297 cm³  | 60-69 hk   | Karburator                 |
| 1.4      | 1986-90 | 4-cyl. rækkemotor SOHC 8V | 1.392 cm³  | 73-75 hk   | Karburator                 |
| 1.4      | 1990    | 4-cyl. rækkemotor SOHC 8V | 1.392 cm³  | 73 hk      | Benzinindsprøjtning        |
| 1.6      | 1986    | 4-cyl. rækkemotor SOHC 8V | 1.597 cm³  | 79 hk      | Karburator                 |
| 1.6      | 1987-90 | 4-cyl. rækkemotor SOHC 8V | 1.597 cm³  | 90 hk      | Karburator                 |
| 1.6      | 1990    | 4-cyl. rækkemotor SOHC 8V | 1.597 cm³  | 90 hk      | Benzinindsprøjtning        |
| XR3      | 1986    | 4-cyl. rækkemotor SOHC 8V | 1.597 cm³  | 96 hk      | Karburator                 |
| XR3i     | 1986-90 | 4-cyl. rækkemotor SOHC 8V | 1.597 cm³  | 102-107 hk | Benzinindsprøjtning        |
| RS1600i  | 1986    | 4-cyl. rækkemotor SOHC 8V | 1.597 cm³  | 115 hk     | Benzinindsprøjtning        |
| RS Turbo | 1987-90 | 4-cyl. rækkemotor SOHC 8V | 1.597 cm³  | 132 hk     | Benzinindsprøjtning, turbo |
| 1.6 D    | 1986-88 | 4-cyl. rækkemotor SOHC 8V | 1.608 cm³  | 54 hk      | Dieselmotor                |
| 1.8 D    | 1989-90 | 4-cyl. rækkemotor SOHC 8V | 1.753 cm³  | 60 hk      | Dieselmotor                |

| Model    | Modelår | Motor                     | Slagvolume | Effekt | Brændstofsystem            |
| -------- | ------- | ------------------------- | ---------- | ------ | -------------------------- |
| RS Turbo | 1987-90 | 4-cyl. rækkemotor SOHC 8V | 1.597 cm³  | 132 hk | Benzinindsprøjtning, turbo |

## Escort '91 (1990−1992)

### Historie
I sensommeren 1990 kom en ny generation af Escort, som var væsentligt større end forgængeren, på markedet.
Motorprogrammet svarede i starten til forgængerens med 1,3 liter og 44 kW (60 hk), 1,4 liter og 52 kW (71 hk) samt 1,6 liter og 77 kW (105 hk). Undervognen var ikke ret komfortabelt afstemt, hvorfor den i starten fik en del kritik af motorpressen.
I løbet af sin tiårige byggetid gennemgik Escort to større facelifts. Halvandet år efter præsentationen blev 1,6-litersmotoren afløst af de nye, konkurrencedygtige 1,8-liters Zetec-motorer med 77 kW (105 hk) og 96 kW (130 hk). I 1993 blev Escort en af de første bilmodeller i kompaktklassen med frontairbags.
Også denne generation af Escort fandtes som cabriolet, som ligesom forgængeren blev produceret hos Karmann i Rheine. Den fandtes i starten med 1,4- og 1,6-litersmotorerne og blev i 1995 en af de første cabrioleter, som kunne fås med dieselmotor.
Den brasilianske Volkswagen Pointer delte platform med denne generation af Escort.
- Bagfra
- Ford Escort RS 2000 (1991–1992)

### Sportsversioner
- Escort XR3i var i starten udstyret med forgængerens CVH-motor, som senere blev afløst af XR3i 16V med den nye 1,8-liters Zetec 16V-motor med 77 kW (105 hk) hhv. 96 kW (130 hk). Til standardudstyret hørte sportssæder, alufælge, modificerede front- og hækskørter, en modificeret undervogn med sænket karrosseri og på nogle 16V-modeller skivebremser på alle fire hjul.
- RS2000 med 2,0-litersmotor med 110 kW (150 hk) var seriens topmodel. Motoren var baseret på DOHC 8V-motoren fra Ford Sierra, men blev udstyret med et nyt topstykke med fire ventiler pr. cylinder. Modellen havde samme udstyr som XR3i samt Recaro-kabineudstyr og fire skivebremser.

### Escort RS Cosworth
Den i maj 1992 introducerede Ford Escort RS Cosworth fik en særlig plads i modelserien. I virkeligheden var den slet ikke en Escort, men derimod en forkortet Sierra RS Cosworth med Escort-karrosseri. I modsætning til de øvrige Escort-versioner var motoren ligesom i Sierra monteret på langs. Ford valgte denne løsning for at have en mindre, konkurrencedygtig bil til brug i rallyverdensmesterskabet men samtidig benytte den stærkere motor og firehjulstrækket fra Sierra, da den for store Sierra ikke var konkurrencedygtig. I årene 1993 til 1997 vandt Escort RS Cosworth, som senere blev homologeret som Escort WRC, sammenlagt 11 løb til rallyverdensmesterskabet. François Delecour, som allerede i to år havde deltaget i rallyverdensmesterskabet med Sierra, blev i 1993 viceverdensmester efter Juha Kankkunen med Toyota.
Escort RS Cosworth, som kort blev kaldt Cossie, blev i vidt omfang bygget hos Karmann. Markant for denne bil var den store og for aerodynamikken vigtige hækspoiler. Den med permanent firehjulstræk udstyrede bil var i starten udstyret med en Garrett T35-turbolader og et indsprøjtningsanlæg fra Weber-Marelli.
Escort RS Cosworth blev ikke berørt af de samme facelifts som den almindelige Escort, men havde hele sin levetid det samme design som Escort '91. Fra fabrikken fandtes der to forskellige udgaver af hækspoileren.
Den sidste udgave af Cosworth havde fra starten af 1995 og frem til produktionens indstilling i 1996 en mindre lader fra Garrett, T25, hvilket reducerede den hidtidige turbotøven. Escort RS Cosworth deltog med succes i flere rallykonkurrencer, men på trods af indsatsen kunne Ford hverken med Sierra eller med Escort opnå en kører- eller mærketitel.

#### Tekniske data
|                                                | RS Cosworth               |
| Modelår                                        | 1992−1996                 |
| Motordata                                      |                           |
| Motortype                                      | R4-benzinmotor            |
| Antal ventiler pr. cylinder                    | 4                         |
| Ventilstyring                                  | DOHC, tandrem             |
| Fødesystem                                     | Multipoint                |
| Trykladning                                    | Turbolader, ladeluftkøler |
| Køling                                         | Vandkøling                |
| Boring × slaglængde                            | 90,8 × 77,0 mm            |
| Slagvolume                                     | 1994 cm³                  |
| Kompressionsforhold                            | 8,0:1                     |
| Maks. effekt ved omdr./min.                    | 162 kW (220 hk) 6000      |
| Maks. drejningsmoment ved omdr./min.           | 290 Nm 3500               |
| Kraftoverførsel                                |                           |
| Drivende hjul                                  | Alle                      |
| Gearkasse                                      | 5-trins manuel            |
| Præstationer                                   |                           |
| Topfart                                        | 232 km/t                  |
| Acceleration 0-100 km/t                        | 6,9 sek.                  |
| Brændstofforbrug pr. 100 km ved blandet kørsel | 10,5 liter Blyfri 95      |

### Sikkerhed
Det svenske forsikringsselskab Folksam vurderer flere forskellige bilmodeller ud fra oplysninger fra virkelige ulykker, hvorved risikoen for død eller invaliditet i tilfælde af en ulykke måles. I rapporterne Hur säker är bilen? er/var Escort i årgangene 1990 til 1999 klassificeret som følger:
- 1999: Mindst 20 % bedre end middelbilen[3]
- 2001: Som middelbilen[4]
- 2003: Ned til 15 % dårligere end middelbilen[10]
- 2005: Mindst 15 % dårligere end middelbilen[5]
- 2007: Dårligere end middelbilen[6]
- 2009: Dårligere end middelbilen[7]
- 2011: Dårligere end middelbilen[8]
- 2013: Som middelbilen[11]
- 2015: Som middelbilen[12]
- 2017: Mindst 20 % dårligere end middelbilen (1991-95) / som middelbilen (1996-01)[9]

### Tekniske data

#### Benzinmotorer 1,1 til 1,6 liter samt dieselmotorer
|                                                | 1.1                 | 1.3                 | 1.3                 | 1.4                 | 1.4                             | 1.6                 | 1.6                 | 1.6                 | 1.8 D                        |
| Modelår                                        | 1991                | 1991−1992           | 1991−1992           | 1991−1992           | 1991−1992                       | 1991−1992           | 1991−1992           | 1991−1992           | 1991−1992                    |
| Motordata                                      |                     |                     |                     |                     |                                 |                     |                     |                     |                              |
| Motortype                                      | R4-benzinmotor      | R4-benzinmotor      | R4-benzinmotor      | R4-benzinmotor      | R4-benzinmotor                  | R4-benzinmotor      | R4-benzinmotor      | R4-benzinmotor      | R4-dieselmotor               |
| Antal ventiler pr. cylinder                    | 2                   | 2                   | 2                   | 2                   | 2                               | 2                   | 2                   | 2                   | 2                            |
| Ventilstyring                                  | OHV, kæde           | OHV, kæde           | OHV, kæde           | OHC, tandrem        | OHC, tandrem                    | OHC, tandrem        | OHC, tandrem        | OHC, tandrem        | OHC, tandhjul/ tandrem       |
| Fødesystem                                     | Karburator          | Karburator          | Monopoint           | Karburator          | Monopoint                       | Karburator          | Multipoint          | Multipoint          | Hvirvelkammer- indsprøjtning |
| Katalysator                                    | Nej                 | Nej                 | Ja                  | Nej                 | Ja                              | Nej                 | Nej                 | Ja                  | Nej/Ja                       |
| Trykladning                                    | –                   | –                   | –                   | –                   | –                               | –                   | –                   | –                   | –                            |
| Køling                                         | Vandkøling          | Vandkøling          | Vandkøling          | Vandkøling          | Vandkøling                      | Vandkøling          | Vandkøling          | Vandkøling          | Vandkøling                   |
| Boring × slaglængde                            | 68,7 × 75,5 mm      | 73,96 × 75,48 mm    | 73,96 × 75,48 mm    | 77,24 × 74,3 mm     | 77,24 × 74,3 mm                 | 79,96 × 79,52 mm    | 79,96 × 79,52 mm    | 79,96 × 79,52 mm    | 82,5 × 82,0 mm               |
| Slagvolume                                     | 1119 cm³            | 1297 cm³            | 1297 cm³            | 1392 cm³            | 1392 cm³                        | 1598 cm³            | 1598 cm³            | 1598 cm³            | 1753 cm³                     |
| Kompressionsforhold                            | 9,5:1               | 9,5:1               | 8,8:1               | 8,5:1               | 8,5:1                           | 9,5:1               | 9,75:1              | 9,75:1              | 21,5:1                       |
| Maks. effekt ved omdr./min.                    | 40 kW (54 hk) 5200  | 44 kW (60 hk) 5000  | 44 kW (60 hk) 5000  | 54 kW (73 hk) 5500  | 52 kW (71 hk) 5600              | 66 kW (90 hk) 5800  | 79 kW (107 hk) 6000 | 77 kW (105 hk) 6000 | 44 kW (60 hk) 4800           |
| Maks. drejningsmoment ved omdr./min.           | 86 Nm 2700          | 101 Nm 3000         | 101 Nm 2500         | 108 Nm 4000         | 103 Nm 4000                     | 130 Nm 4000         | 141 Nm 4500         | 138 Nm 4500         | 110 Nm 2500                  |
| Kraftoverførsel                                |                     |                     |                     |                     |                                 |                     |                     |                     |                              |
| Drivende hjul                                  | Forhjul             | Forhjul             | Forhjul             | Forhjul             | Forhjul                         | Forhjul             | Forhjul             | Forhjul             | Forhjul                      |
| Gearkasse (standardudstyr)                     | 5-trins manuel      | 4-trins manuel      | 4-trins manuel      | 5-trins manuel      | 5-trins manuel                  | 5-trins manuel      | 5-trins manuel      | 5-trins manuel      | 5-trins manuel               |
| Gearkasse (ekstraudstyr)                       | –                   | 5-trins manuel      | 5-trins manuel      | –                   | Trinløs CTX                     | –                   | –                   | –                   | –                            |
| Præstationer                                   |                     |                     |                     |                     |                                 |                     |                     |                     |                              |
| Topfart                                        | 148 km/t            | 154 km/t            | 153 km/t            | 166 km/t            | 163 km/t (159 km/t)             | 177 km/t            | 186 km/t            | 186 km/t            | 152 km/t                     |
| Acceleration 0-100 km/t                        | 18,4 sek.           | 16,4 sek.           | 16,1 sek.           | 13,7 sek.           | 14,3 sek.                       | 11,6 sek.           | 10,4 sek.           | 10,6 sek.           | 18,1 sek.                    |
| Brændstofforbrug pr. 100 km ved blandet kørsel | 6,5 liter Blyfri 95 | 6,5 liter Blyfri 95 | 7,0 liter Blyfri 95 | 7,4 liter Blyfri 95 | 7,0 liter (7,9 liter) Blyfri 95 | 7,3 liter Blyfri 95 | 7,3 liter Blyfri 95 | 7,5 liter Blyfri 95 | 5,6 liter Diesel             |

1. ↑  Værdierne gælder for hatchback. Værdier i parentes gælder for versioner med trinløs gearkasse.

#### Benzinmotorer 1,8 til 2,0 liter
|                                                | 1.8                 | XR3i                | RS2000               |
| Modelår                                        | 1992                | 1992                | 1992                 |
| Motordata                                      |                     |                     |                      |
| Motortype                                      | R4-benzinmotor      | R4-benzinmotor      | R4-benzinmotor       |
| Antal ventiler pr. cylinder                    | 4                   | 4                   | 4                    |
| Ventilstyring                                  | DOHC, tandrem       | DOHC, tandrem       | DOHC, kæde           |
| Fødesystem                                     | Multipoint          | Multipoint          | Multipoint           |
| Trykladning                                    | –                   | –                   | –                    |
| Køling                                         | Vandkøling          | Vandkøling          | Vandkøling           |
| Boring × slaglængde                            | 80,6 × 88,0 mm      | 80,6 × 88,0 mm      | 86,0 × 86,0 mm       |
| Slagvolume                                     | 1796 cm³            | 1796 cm³            | 1998 cm³             |
| Kompressionsforhold                            | 10,0:1              | 10,0:1              | 10,3:1               |
| Maks. effekt ved omdr./min.                    | 77 kW (105 hk) 5500 | 96 kW (130 hk) 6250 | 110 kW (150 hk) 6000 |
| Maks. drejningsmoment ved omdr./min.           | 153 Nm 4000         | 162 Nm 4500         | 190 Nm 4500          |
| Kraftoverførsel                                |                     |                     |                      |
| Drivende hjul                                  | Forhjul             | Forhjul             | Forhjul              |
| Gearkasse                                      | 5-trins manuel      | 5-trins manuel      | 5-trins manuel       |
| Præstationer                                   |                     |                     |                      |
| Topfart                                        | 187 km/t            | 202 km/t            | 208 km/t             |
| Acceleration 0-100 km/t                        | 10,4 sek.           | 9,3 sek.            | 8,4 sek.             |
| Brændstofforbrug pr. 100 km ved blandet kørsel | 7,5 liter Blyfri 95 | 8,0 liter Blyfri 95 | 7,9 liter Blyfri 95  |

1. ↑  Værdierne gælder for hatchback.

## Escort '93 (1992–1995)
Denne version af Escort, som kom på markedet i september 1992, var en modificeret version af Escort '91. Ud over visse tekniske ændringer blev såvel fronten som bagenden (kun hatchback) modificeret. Stationsvogn og Express beholdt den hidtidige bagende.
Den lidt "svage" 1,4-litersmotor blev i marts 1994 modificeret, hvilket øgede dens effekt til 55 kW (75 hk) og i forbindelse med det næste facelift i starten af 1995 blev den afløst af en helt ny motor. Samtidig blev karrosseriet også forstærket.
- Bagfra
- Ford Escort Cabriolet

### Tekniske data
|                                                | 1.3                 | 1.4                 | 1.4                 | 1.6                 | 1.8                 | XR3i                | RS2000                             | 1.8 D                        | 1.8 TD                       |   |
| Modelår                                        | 1993−1995           | 1993−1994           | 1994−1995           | 1993−1995           | 1993−1995           | 1993−1995           | 1993−1995                          | 1993−1995                    | 1994−1995                    |   |
| Motordata                                      |                     |                     |                     |                     |                     |                     |                                    |                              |                              |   |
| Motortype                                      | R4-benzinmotor      | R4-benzinmotor      | R4-benzinmotor      | R4-benzinmotor      | R4-benzinmotor      | R4-benzinmotor      | R4-benzinmotor                     | R4-dieselmotor               | R4-dieselmotor               |   |
| Antal ventiler pr. cylinder                    | 2                   | 2                   | 2                   | 4                   | 4                   | 4                   | 4                                  | 2                            | 2                            |   |
| Ventilstyring                                  | OHV, kæde           | OHC, tandrem        | OHC, tandrem        | DOHC, tandrem       | DOHC, tandrem       | DOHC, tandrem       | DOHC, kæde                         | OHC, tandhjul/ tandrem       | OHC, tandhjul/ tandrem       |   |
| Fødesystem                                     | Monopoint           | Monopoint           | Multipoint          | Multipoint          | Multipoint          | Multipoint          | Multipoint                         | Hvirvelkammer- indsprøjtning | Hvirvelkammer- indsprøjtning |   |
| Trykladning                                    | –                   | –                   | –                   | –                   | –                   | –                   | –                                  | –                            | Turbolader, ladeluftkøler    |   |
| Køling                                         | Vandkøling          | Vandkøling          | Vandkøling          | Vandkøling          | Vandkøling          | Vandkøling          | Vandkøling                         | Vandkøling                   | Vandkøling                   |   |
| Boring × slaglængde                            | 73,96 × 75,48 mm    | 77,24 × 74,3 mm     | 77,24 × 74,3 mm     | 76,0 × 88,0 mm      | 80,6 × 88,0 mm      | 80,6 × 88,0 mm      | 86,0 × 86,0 mm                     | 82,5 × 82,0 mm               | 82,5 × 82,0 mm               |   |
| Slagvolume                                     | 1299 cm³            | 1392 cm³            | 1392 cm³            | 1597 cm³            | 1796 cm³            | 1796 cm³            | 1998 cm³                           | 1753 cm³                     | 1753 cm³                     |   |
| Kompressionsforhold                            | 8,8:1               | 8,5:1               | 10,3:1              | 10,3:1              | 10,0:1              | 10,0:1              | 10,3:1                             | 21,5:1                       | 21,5:1                       |   |
| Maks. effekt ved omdr./min.                    | 44 kW (60 hk) 5000  | 52 kW (71 hk) 5000  | 55 kW (75 hk) 5100  | 66 kW (90 hk) 5500  | 77 kW (105 hk) 5500 | 96 kW (130 hk) 6250 | 110 kW (150 hk) 6000               | 44 kW (60 hk) 4800           | 66 kW (90 hk) 4500           |   |
| Maks. drejningsmoment ved omdr./min.           | 101 Nm 2500         | 103 Nm 4000         | 109 Nm 2800         | 134 Nm 4000         | 153 Nm 4000         | 162 Nm 4500         | 190 Nm 4500                        | 110 Nm 2500                  | 180 Nm 2200                  |   |
| Kraftoverførsel                                |                     |                     |                     |                     |                     |                     |                                    |                              |                              |   |
| Drivende hjul (standardudstyr)                 | Forhjul             | Forhjul             | Forhjul             | Forhjul             | Forhjul             | Forhjul             | Forhjul                            | Forhjul                      | Forhjul                      |   |
| Drivende hjul (ekstraudstyr)                   | –                   | –                   | –                   | –                   | –                   | –                   | Alle                               | –                            | –                            |   |
| Gearkasse (standardudstyr)                     | 5-trins manuel      | 5-trins manuel      | 5-trins manuel      | 5-trins manuel      | 5-trins manuel      | 5-trins manuel      | 5-trins manuel                     | 5-trins manuel               | 5-trins manuel               |   |
| Gearkasse (ekstraudstyr)                       | –                   | 5-trins manuel      | 5-trins manuel      | –                   | Trinløs CTX         | –                   | –                                  | –                            | –                            | – |
| Præstationer                                   |                     |                     |                     |                     |                     |                     |                                    |                              |                              |   |
| Topfart                                        | 153 km/t            | 164 km/t            | 169 km/t            | 177 km/t            | 187 km/t            | 202 km/t            | 208 km/t                           | 153 km/t                     | 172 km/t                     |   |
| Acceleration 0-100 km/t                        | 17,7 sek.           | 15,4 sek.           | 14,4 sek.           | 12,3 sek.           | 10,7 sek.           | 9,3 sek.            | 8,7 sek. 4×4: 9,1 sek.             | 17,9 sek.                    | 11,5 sek.                    |   |
| Brændstofforbrug pr. 100 km ved blandet kørsel | 7,1 liter Blyfri 95 | 7,7 liter Blyfri 95 | 7,8 liter Blyfri 95 | 6,9 liter Blyfri 95 | 7,7 liter Blyfri 95 | 7,4 liter Blyfri 95 | 7,7 liter 4×4: 8,4 liter Blyfri 95 | 5,6 liter Diesel             | 6,8 liter Diesel             |   |

1. ↑  Værdierne gælder for hatchback.

## Escort '95 (1995−2000)
Den syvende og sidste generation af Escort var en kraftigt modificeret efterfølger, som var i produktion fra januar 1995 til juli 2000. Designet blev betydeligt rundere, og modellen fik en ny front og et helt nydesignet og væsentligt rundere interiør.
I sommeren 1995 blev 1,8-litersmotoren modificeret, så den nu ydede 85 kW (115 hk) i stedet for de hidtidige 77 kW (105 hk).
I Tyskland fandtes der en specialmodel af Escort '95, som hed F1 Edition og som var udstyret med 2,0-liters 16V-motoren med 110 kW (150 hk). Da denne version kun blev produceret i 500 eksemplarer, er den i dag et samlerobjekt. I Østrig og Schweiz fandtes der en model med samme motor med navnet Sauber Edition.
Produktionen af RS2000-modellerne blev efter 412 eksemplarer (heraf 52 venstrestyrede) af Escort '95 RS2000 indstillet i juni 1996 med F1 Edition. Herefter var topmodellen 1,8-litersmotoren med 85 kW (115 hk). Samtidig kom der en ny Ghia X-model med klimaanlæg og cd-skifter til 6 cd'er.
- Ford Escort Stationsvogn
- Ford Escort Cabriolet
- Interiør
- Ford Escort RS2000 (1995–1996)

### Escort Classic
Efter introduktionen af efterfølgeren Ford Focus forblev Escort i produktion som Escort Classic fra oktober 1998 til juli 2000 som femdørs hatchback og stationsvogn.
Motorprogrammet var herefter begrænset til 1,6-liters benzinmotoren og 1,8-liters turbodieselmotoren, begge med 66 kW (90 hk). På trods af fagpressens positive udtalelser om den nye Focus solgte den billige Escort Classic stadigvæk godt.

### Tekniske data

#### Benzinmotorer
|                                                | 1.3                 | 1.4                 | 1.6                             | 1.8                 | 1.8                 | RS2000                          |            |
| Modelår                                        | 1995−1998           | 1995−1998           | 1995−2000                       | 1995                | 1996−1998           | 1995−1996                       |            |
| Motordata                                      |                     |                     |                                 |                     |                     |                                 |            |
| Motortype                                      | R4-benzinmotor      | R4-benzinmotor      | R4-benzinmotor                  | R4-benzinmotor      | R4-benzinmotor      | R4-benzinmotor                  |            |
| Antal ventiler pr. cylinder                    | 2                   | 2                   | 4                               | 4                   | 4                   | 4                               |            |
| Ventilstyring                                  | OHV, kæde           | OHC, tandrem        | DOHC, tandrem                   | DOHC, tandrem       | DOHC, tandrem       | DOHC, kæde                      |            |
| Fødesystem                                     | Monopoint           | Multipoint          | Multipoint                      | Multipoint          | Multipoint          | Multipoint                      | Multipoint |
| Trykladning                                    | –                   | –                   | –                               | –                   | –                   | –                               |            |
| Køling                                         | Vandkøling          | Vandkøling          | Vandkøling                      | Vandkøling          | Vandkøling          | Vandkøling                      |            |
| Boring × slaglængde                            | 74,0 × 75,5 mm      | 77,2 × 74,3 mm      | 76,0 × 88,0 mm                  | 80,6 × 88,0 mm      | 80,6 × 88,0 mm      | 86,0 × 86,0 mm                  |            |
| Slagvolume                                     | 1299 cm³            | 1391 cm³            | 1597 cm³                        | 1796 cm³            | 1796 cm³            | 1998 cm³                        |            |
| Kompressionsforhold                            | 9,5:1               | 8,5:1               | 10,3:1                          | 10,0:1              | 9,8:1               | 10,3:1                          |            |
| Maks. effekt ved omdr./min.                    | 44 kW (60 hk) 5000  | 55 kW (75 hk) 5000  | 66 kW (90 hk) 5500              | 77 kW (105 hk) 5500 | 85 kW (115 hk) 5750 | 110 kW (150 hk) 6000            |            |
| Maks. drejningsmoment ved omdr./min.           | 103 Nm 2500         | 106 Nm 2750         | 130 Nm 3000                     | 153 Nm 4000         | 160 Nm 4500         | 190 Nm 4500                     |            |
| Kraftoverførsel                                |                     |                     |                                 |                     |                     |                                 |            |
| Drivende hjul (standardudstyr)                 | Forhjul             | Forhjul             | Forhjul                         | Forhjul             | Forhjul             | Forhjul                         |            |
| Drivende hjul (ekstraudstyr)                   | –                   | –                   | Alle                            | –                   | –                   | Alle                            |            |
| Gearkasse (standardudstyr)                     | 5-trins manuel      | 5-trins manuel      | 5-trins manuel                  | 5-trins manuel      | 5-trins manuel      | 5-trins manuel                  |            |
| Gearkasse (ekstraudstyr)                       | –                   | –                   | Trinløs CTX                     | –                   | –                   | –                               |            |
| Præstationer                                   |                     |                     |                                 |                     |                     |                                 |            |
| Topfart                                        | 154 km/t            | 169 km/t            | 177 km/t [175 km/t]             | 187 km/t            | 196 km/t            | 208 km/t [208 km/t]             |            |
| Acceleration 0-100 km/t                        | 16,8 sek.           | 14,4 sek.           | 12,3 sek. [12,9 sek.]           | 10,7 sek.           | 9,9 sek.            | 8,7 sek. [9,1 sek.]             |            |
| Brændstofforbrug pr. 100 km ved blandet kørsel | 7,0 liter Blyfri 95 | 7,8 liter Blyfri 95 | 6,9 liter [8,5 liter] Blyfri 95 | 7,7 liter Blyfri 95 | 7,2 liter Blyfri 95 | 7,7 liter [7,9 liter] Blyfri 95 |            |

1. ↑  Værdierne gælder for hatchback. Værdier i kantede parenteser gælder for versioner med firehjulstræk.

#### Dieselmotorer
|                                                | 1.8 D                      | 1.8 TD                     | 1.8 TD                     |
| Modelår                                        | 1995−1998                  | 1995−1998                  | 1995−2000                  |
| Motordata                                      |                            |                            |                            |
| Motortype                                      | R4-dieselmotor             | R4-dieselmotor             | R4-dieselmotor             |
| Antal ventiler pr. cylinder                    | 2                          | 2                          | 2                          |
| Ventilstyring                                  | OHC, tandhjul/tandrem      | OHC, tandhjul/tandrem      | OHC, tandhjul/tandrem      |
| Fødesystem                                     | Hvirvelkammerindsprøjtning | Hvirvelkammerindsprøjtning | Hvirvelkammerindsprøjtning |
| Trykladning                                    | –                          | Turbolader                 | Turbolader, ladeluftkøler  |
| Køling                                         | Vandkøling                 | Vandkøling                 | Vandkøling                 |
| Boring × slaglængde                            | 82,5 × 82,0 mm             | 82,5 × 82,0 mm             | 82,5 × 82,0 mm             |
| Slagvolume                                     | 1753 cm³                   | 1753 cm³                   | 1753 cm³                   |
| Kompressionsforhold                            | 21,5:1                     | 21,5:1                     | 21,5:1                     |
| Maks. effekt ved omdr./min.                    | 44 kW (60 hk) 4800         | 51 kW (70 hk) 4500         | 66 kW (90 hk) 4500         |
| Maks. drejningsmoment ved omdr./min.           | 110 Nm 2500                | 135 Nm 2000                | 180 Nm 2000                |
| Kraftoverførsel                                |                            |                            |                            |
| Drivende hjul                                  | Forhjul                    | Forhjul                    | Forhjul                    |
| Gearkasse                                      | 5-trins manuel             | 5-trins manuel             | 5-trins manuel             |
| Præstationer                                   |                            |                            |                            |
| Topfart                                        | 153 km/t                   | 163 km/t                   | 172 km/t                   |
| Acceleration 0-100 km/t                        | 17,7 sek.                  | 15,8 sek.                  | 11,5 sek.                  |
| Brændstofforbrug pr. 100 km ved blandet kørsel | 6,2 liter Diesel           | 7,2 liter Diesel           | 6,8 liter Diesel           |

1. ↑  Værdierne gælder for hatchback.

## Specielle karrosserivarianter

### Sedan
I september 1983 kom sedanudgaven af Escort '81 på markedet med sit eget modelnavn, Orion. Derved ville Ford markedsføre Orion som en højere positioneret model i kompaktklassen og lavede den kun med de større motorer (1,3 og 1,6 liter) og højere udstyrsniveauer (L, GL, Ghia og senere også sportsversionen) fra Escort.
Samtidig med det første facelift af Escort i januar 1986 blev også Orion moderniseret. Begge modellerne hed nu Escort/Orion '86. I juli 1990 udgik første generation af Orion af produktion.
På samme tidspunkt kom efterfølgeren på basis af Escort '91 på markedet. Også denne model var ment som en mere luksuriøs version af Escort. Dog solgte den nye Orion ikke så godt som forventet, hvorfor den i september 1992 sammen med Escort gennemgik et optisk og teknisk facelift.
Fra december 1993 droppede Ford navnet Orion og omdøbte modellen til Escort Sedan. Escort Sedan fik i januar 1995 endnu et facelift og blev optisk tilpasset de andre karrosserivarianter.
I juli 1998 blev produktionen af sedanversionen indstillet. Efterfølgeren var den i februar 1999 introducerede, tilsvarende version af Focus.
- Ford Orion (1983–1986)
- Ford Orion (1990–1992)
- Ford Escort Sedan (1995–1998)
- Bagfra

### Varebil
Allerede den første Escort-generation fra 1969 fandtes i en varebilsudgave uden bageste sideruder. I modsætning til andre modeller i samme klasse gik varekassen kun op i samme højde som førerkabinen og lignede dermed de i dag almindelige LAV'er. Desuden solgte Ford fra efteråret 1991 til slutningen af 2001 den på Fiesta baserede Courier.
Forgængeren for varebilsudgaven af Escort hed Ford Thames 307E og var en tilsvarende bil på basis af Escorts forgænger Anglia. Modellen blev afløst af Ford Transit Connect, som havde sit eget karrosseri og var bygget på samme platform som Escort-afløseren Focus.
Mellem februar 1981 og juli 1998 blev bilen solgt under navnet Ford Express eller Ford Escort Express.
- Ford Escort Van (1969–1974)
- Ford Escort Express (1981–1985)
- Ford Escort Express (1991–1992)

## USA
Det amerikanske marked fik sin første Escort-model i 1981, da Ford havde brug for en afløser for Ford Pinto. Den første model var en variant af den europæiske Escort Mk III, men siden de tidlige 1990'ere har det været egne modeller med teknik fra Mazda 323.

## Billeder
- Mk I RS1600
- Mk II Ghia modelår 1980
- Mk II RS2000
- Mk III
- Mk III RS1600i
- All Blue SE

## Indstilling af produktionen
I oktober 1998 kom efterfølgeren Focus på markedet. Da Escort i løbet af 1990'erne havde fået et mere og mere negativt ry på grund af kvalitetsmangler, ville Ford introducere en helt nydesignet og selvstændigt udviklet bil og med den nye model tage betydelig afstand fra den forældede Escort.
Den sidste Escort forlod som Escort Classic samlebåndet i britiske Dagenham i juli 2000.

## "Genoplivning" af navnet
I 2015 "genoplivede" Ford navnet Escort på en ny sedanmodel, som produceres til det kinesiske marked af samarbejdspartneren Changan Auto.